# Nala Sinephro
Nala Sinephro (* 1996) ist eine belgische Jazzmusikerin (Harfe, Elektronik, Komposition).

## Leben
Sinephro wuchs in der Nähe von Brüssel in einer musikalisch geprägten Familie auf; ihre Mutter war Klavierlehrerin und ihr Vater war Jazzsaxophonist. Nach einer ernsthaften Erkrankung in ihrer Jugend entschied sich Sinephro gegen eine Laufbahn als Biochemikerin und widmete sich stattdessen der Musik. Ein Studium am Berklee College of Music in Boston, wo sie die Elektronikkurse schwierig fand und ihr ein Nebenjob als Live-Tontechnikerin eine praktischere und preisgünstigere Ausbildung bot, brach sie ab. 2017 zog sie nach London und kündigte die Ausbildung an einem dortigen Jazz-College aufgrund der geringen Diversität nach drei Wochen. In London tauchte sie in die lokale Jazzszene ein und knüpfte wichtige Kontakte, darunter zur Saxophonistin Nubya Garcia.

## Wirken
Sinephro machte sich mit einer Mischung aus Jazz und Elektronik einen Namen. Sie betrachtet ihre Musik als therapeutisch und richtet ihre Instrumente auf Frequenzen, die Klarheit und innere Ruhe fördern. Ihr Ansatz ist von einer Suche nach musikalischer Einfachheit geprägt, die sich in einem stetigen Fluss organischer und synthetischer Töne manifestiert.
Ihr Debütalbum Space 1.8 (2021) erhielt Anerkennung für seine beruhigende und zugleich meditative Qualität, die oft mit dem Spiritual Jazz einer Alice Coltrane verglichen wird.
Sinephros Nachfolgealbum Endlessness (2024) ist ebenfalls experimentell, indem es eine Verschmelzung aus Harfenspiel, Synthesizer-Klängen und Beiträgen bekannter Musiker wie Sheila Maurice-Grey, Morgan Simpson und Edward Wakili-Hick bietet; Markus Will stellte es bei BRF als eines der zehn besten Jazzalben des Jahres 2024 vor.